# Famagusta
Famagusta (în greacă Αμμόχωστος, Ammóchostos, în turcă Gazimağusa) este un oraș în Cipru, port în coasta de est a insulei. Din 1974 face parte de facto din Republica Turcă a Ciprului de Nord, fără recunoaștere internațională.
Orașul este formal reședința districtului Famagusta din Cipru.
Cartierul Varosia este din 1974 un oraș-fantomă.

## Monumente
- Moscheea lui Lala Mustafa Pașa, inițial Biserica Sf. Nicolae a Latinilor (sec. al XIII-lea)
- Biserica Sfântul Gheorghe din Famagusta, ruină (sec. al XIV-lea)

## Sport
În anul 1911 a fost înființat în oraș clubul de fotbal Anorthosis Famagusta FC, aflat din 1974 în exil la Larnaca.

## Personalități
- George Vasiliou (n. 1931), președinte al Ciprului